# Gilly-sur-Loire
Gilly-sur-Loire település Franciaországban, Saône-et-Loire megyében. Lakosainak száma 475 fő (2022. január 1.). Gilly-sur-Loire Diou, Pierrefitte-sur-Loire, Bourbon-Lancy, Chalmoux, Perrigny-sur-Loire és Saint-Aubin-sur-Loire községekkel határos.

## Népesség
A település népességének változása:
| Lakosok száma | 504  | 504  | 503  | 487  | 478  | 473  | 472  | 470  | 475  |
|               | 2013 | 2015 | 2016 | 2017 | 2018 | 2019 | 2020 | 2021 | 2022 |